# Oratorio di San Crescentino (Città di Castello)
L'Oratorio di San Crescentino è un luogo di culto cattolico che si trova in località Morra, frazione del Comune di Città di Castello. 

## Storia e descrizione
Poco distante dall'abitato di Morra sorge l'Oratorio di San Crescentino, un vero scrigno d'arte che custodisce al suo interno un interessante ciclo di affreschi di Luca Signorelli e della sua scuola.
Un'epigrafe murata nella facciata ricorda che un oratorio molto più piccolo era stato costruito nel 1420, dedicato alla Vergine e a San Crescentino, per soddisfare le esigenze di culto della Confraternita devota al santo nata verso la metà del XIII secolo, ancora oggi esistente. Da una seconda iscrizione a sinistra del portale si deduce che il piccolo oratorio, ravvisabile nell'ambiente adibito oggi a sacrestia, nel 1507 fu notevolmente ampliato e trasformato di fatto in una chiesa. È probabile che, terminata la ricostruzione, si sia deciso di fornirlo di una nuova decorazione. La tradizione vuole che il pittore, spostandosi da Cortona a Città di Castello, utilizzasse l'antico tracciato, fermandosi a Morra, abituale luogo di sosta dei viandanti. 
L'edificio presenta una facciata a capanna in conci di pietra arenaria nella quale si apre un grande portale sovrastato da una lunetta decorata con un motivo ad intreccio. L'iscrizione mariana (AVE MARIA DOMINUS TECUM) sul fregio della porta ricorda la principale dedicataria dell'oratorio. La due finestrelle laterali, aperte nel Seicento, permettevano di vedere dall'esterno la statua della Vergine posta sull'altare maggiore. Sopra di esse, sono le due iscrizioni menzionate. 

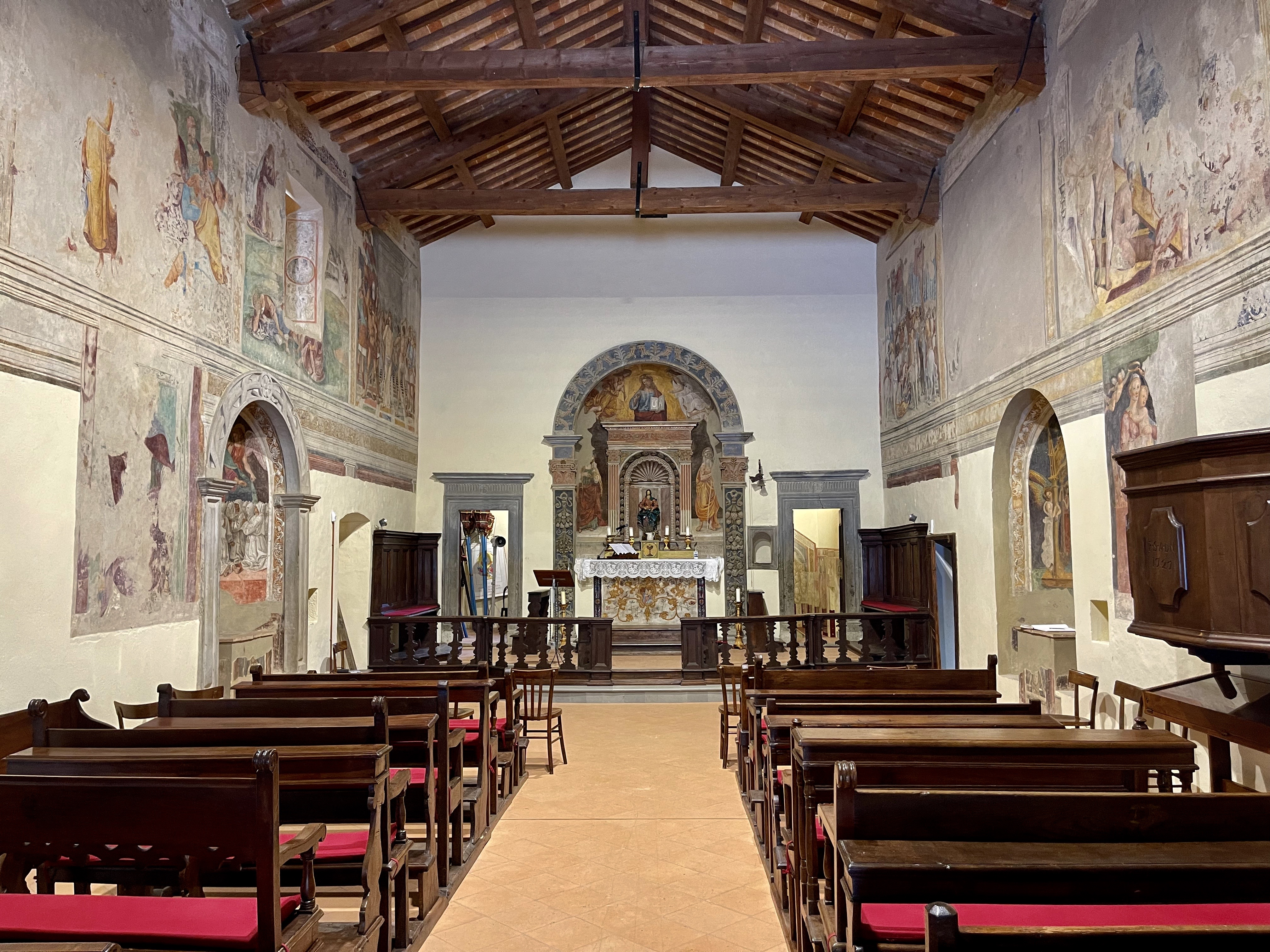
Morra (Città di Castello), Oratorio di San Crescentino, Interno.

L'interno si presenta ad aula unica, coperta con capriate lignee. Gli affreschi signorelliani si svolgono in una fascia che occupa la metà superiore della parete, sotto il tetto, su un marcapiano dipinto e le scene sono divise da lesene dipinte, il tutto a fingere un'architettura classicheggiante illusionistica che contiene e dà ordine ai singoli affreschi. 
Questa impresa decorativa rappresenta una sorta di riconquista del territorio altotiberino da parte del pittore. Impegnato ad Orvieto tra il 1499 e il 1504, Signorelli si era allontanato da Città di Castello, offrendo così un'opportunità di lavoro nel centro tifernate al giovane Raffaello. L'impresa pittorica, che la maggior parte della critica colloca tra il 1507 e il 1510, secondo alcuni studiosi (T. Henry, L. Kanter, G. Testa, 2001) potrebbe essere stata compiuta da Luca Signorelli e dagli allievi in tempi più lunghi. Il maestro cortonese con la collaborazione dei suoi aiutanti avrebbe realizzato gli affreschi delle campate più vicine all'altare. Tra questi sono considerati completamente autografi quelli della parete di fondo e delle due nicchie laterali (Padre Eterno tra gli angeli, Santa Maria Maddalena e un altro Santo; Madonna della Misericordia e Madonna di Loreto) mentre nelle scene cristologiche alle pareti (Orazione nell'orto e Ultima Cena; Flagellazione; Crocifissione) vi sarebbe l'intervento anche dei collaboratori. 
Viceversa, tutti gli altri episodi (Incredulità di San Tommaso; Ingresso di Gesù a Gerusalemme; Deposizione; Resurrezione; Cristo nel Limbo) sono indicati come frutto dell'attività di qualche seguace che potrebbe aver operato in modo autonomo, forse, anche dopo la morte del Signorelli, avvenuta nel 1523.
In fondo alla navata è un arco scolpito a rilievo e dipinto, che contiene al centro un tabernacolo classicheggiante con nicchia concava che custodiva una statua cinquecentesca della Vergine trafugata nel 1973, oggi sostituita da una consimile, ma settecentesca.
La sacrestia, corrispondente al piccolo oratorio costruito nel 1420, contiene pregevoli affreschi quattrocenteschi raffiguranti una Annunciazione, un San Crescentino che uccide il drago ed altri affreschi votivi, opera di maestranze attive anche nella Pieve di Canoscio.